# Anna Balletbò
Anna Balletbò Puig (Sampedor, 15 de diciembre de 1943) es una periodista y política española. Fue diputada en el Congreso de la I a a la VI legislatura (1979-2000) por el Partido de los Socialistas de Cataluña. Desde 2002 es Presidenta de la Fundación Internacional Olof Palme.

## Biografía
Obtuvo diploma en Ciencias de la Educación en 1969, licenciada en Historia en 1976 y en Ciencias de la Información en 1998. Fue asistente del Wilson Center (Washington D. C.) en 1991.
Desde el año 1973, ha colaborado en diferentes medios de comunicación como El País, el Diari de Catalunya, La Vanguardia, Radio 4, la COPE, Onda Cero, COM Ràdio, Antena 3, TV3 y Telecinco.
De 1979 a 2000 fue diputada al Congreso por el Partit dels Socialistes de Catalunya (PSC) en seis legislaturas. Durante el golpe de Estado del 23 de febrero de 1981 los asaltantes le permitieron salir del edificio del Congreso al ver que estaba embarazada y fue una de las pocas personas que en ese momento habló directamente con el rey Juan Carlos.
Entre 2000 y 2007, fue profesora de la Facultad de Ciencias de Comunicación en la Universidad Autónoma de Barcelona y miembro del Consejo Directivo de Radiotelevisión Española. 
En 2004 escribió su experiencia sobre la transición española en el libro Una mujer en la transición: confesiones en la trastienda. En la parte central del relato se ocupa de los colectivos feministas para conseguir la igualdad.
Ha sido presidenta del Grupo de Mujeres Parlamentarias por la Paz y miembro de la Commission on Global Governance, Comisión Internacional para la Reforma de las Naciones Unidas, junto con Ingvar Carlsson, ex primer ministro de Suecia, Shridath Ramphal, Jacques Delors, Kurt Biedenkopf y Wangari Maathai. También ha sido miembro del Grupo Parlamentarians for Global Action.
Desde 2002 es presidenta de la Fundación Internacional Olof Palme organización de la que fue una de sus fundadoras en 1989.
En 2008 fue miembro del Consejo de Gobierno de la Corporación Catalana de Medios Audiovisuales.
En 2020 fue nombrada miembro del Consejo Asesor de Societat Civil Catalana.

## Premios
- 1985 Estrella Polar. Condecoración de Suecia
- 2006 Cruz de Sant Jordi[8]

## Obras
- Propuestas de Paz para el Próximo Oriente (1991)[9]
- Condicionamientos de la Paz y Estabilidad en el Próximo Oriente (1992)
- Consolidación democrática en América Latina (1994)
- Naciones Unidas y la Seguridad Global (1996)
- Una mujer en la transición: Confesiones en la trastienda (2004) Editorial Flor del Viento. ISBN 9788489644939